# Jörg Bahnemann
Jörg Andreas Bahnemann (* 30. Dezember 1932 in Petershagen bei Berlin; † 6. Oktober 2023) war ein Generalmajor der Luftwaffe der Bundeswehr.

## Leben
Beförderungen
- 1957 Leutnant
- 1958 Oberleutnant
- 1963 Hauptmann
- 1966 Major
- 1970 Oberstleutnant
- 1974 Oberst
- 1980 Brigadegeneral
- 1984 Generalmajor

Bahnemann absolvierte nach dem Abitur 1952 in Kiel 1952/53 eine Ausbildung zum Polizeibeamten bei der Eckernförder Bereitschaftspolizei. Nach seiner Tätigkeit in Schleswig-Holstein trat er 1956 in die Bundeswehr ein. Zunächst war er beim Panzergrenadierlehrbataillon in Munster und dann an der Heeresoffizierschule I in Hannover. 1957/58 besuchte er die Fla-Schule und war Zugführer beim Fla-Lehrbataillon in Rendsburg. 1958/59 erhielt er u. a. eine NIKE-Ausbildung in den USA. Danach war er stellvertretender Batteriechef beim Fla-Raketenbataillon 21 in Gelsenkirchen. 1961 wurde er Kompaniechef beim Fla-Raketenbataillon 26 in Jever.
Von 1964 bis 1966 nahm er am 9. Generalstabslehrgang Luftwaffe an der Führungsakademie der Bundeswehr in Hamburg teil, wo er zum Offizier im Generalstabsdienst ausgebildet wurde. 1966/67 war er Hilfsreferent beim Führungsstab der Luftwaffe (Fü L I 1) in Bonn. Von 1967 bis 1969 war er Adjutant Luftwaffe beim Generalinspekteur der Bundeswehr, General Ulrich de Maizière. 1969 wurde er Lehrstabsoffizier Luftkriegsführung an der FüAkBw. 1972 wechselte er als Referent in den Führungsstab der Luftwaffe (Fü L V 1) nach Bonn. 1973/74 war er Referent Planung Luftverteidigung. 1974 wurde er Stabsoffizier beim Chef des Stabes im Führungsstab der Streitkräfte (Fü S). Von 1975 bis 1977 war er Kommandeur des Fla-Raketenregiments 2 in Lich. 1977 wurde er Cief Assistent of Staff Defence Op. im HQ Allied Air Forces Central Europe (AAFCE) in Ramstein. 1979/80 war er Referatsleiter Fü L VI 3 in Bonn.
1980 ging er als Chef des Stabes Luftflottenkommando nach Köln-Wahn. Von 1984 bis 1989 war er Vice-Chairman Air Defence Committee (NADC) in Brüssel.

## Sonstiges
Von 1972 bis 1975 besuchte er ein Abendstudium der Politischen Wissenschaften an der Universität Bonn (ohne Abschluss).
Nach dem Dienstzeitende 1989 war er Vorsitzender des militärpolitischen Ausschusses und Mitglied des Vorstandes der Deutsch Atlantischen Gesellschaft (1989–1992). Von 1992 bis 1994 war er Sprecher des Beirates der Clausewitz-Gesellschaft, zuvor war er von 1989 bis 1992 Vorstandsmitglied. Er war Associate Research Fellow am Institute for Foreign Policy Analysis in Cambridge, Massachusetts.
Ab den 1990er Jahren war er als Berater selbstständig. Von 1995 bis 1999 war er Berater von TNT Deutschland.

## Auszeichnungen
- 1978: Army Commendation Medal
- 1984: Bundesverdienstkreuz am Bande
- 1989: Bundesverdienstkreuz 1. Klasse
- Ehrenkreuz der Bundeswehr in Gold
- Sturmflutmedaille Niedersachsen

## Schriften (Auswahl)
- Parlamentsarmee?. Bundeswehr braucht Führung. Helios, Aachen 2010, ISBN 978-3-86933-029-7.